# Соединённые штаты любви
«Соединённые штаты любви» (пол. Stany Zjednoczone Milosci) — польский драматический фильм, снятый Томашем Василевским. Премьера фильма состоялась на 66-м Берлинском кинофестивале.

## Сюжет
Фильм рассказывает про четырёх женщин разных возрастов, которые решают изменить свою жизнь и исполнять свои желания.

## В ролях
- Юлия Киёвская — Агата
- Магдалена Целецка[англ.] — Иза
- Дорота Коляк — Рената
- Марта Нерадкевич — Мажена
- Анджей Хыра — Karol

## Награды
Фильм получил «Серебряного медведя» за лучший сценарий на 66-м Берлинском кинофестивале.